# Ян, Рэйни
Рейни Ян (кит. трад. 楊丞琳, упр. 杨丞琳, пиньинь Yáng Chénglín, палл. Ян Чэнлинь; род. 4 июня 1984 года) — тайваньская певица, актриса и телеведущая.

## Биография
Рейни с детства занималась художественной гимнастикой, хореографией и пением, в 14 лет начала сниматься в рекламных роликах и во второстепенных ролях в сериалах. В 15 лет она прошла кастинг для участия в создающейся девичьей группе 4 in Love, где она собственно и получила свой псевдоним — «Рейни» (Дождливая), так как новые имена остальных девочек тоже были связаны с погодой. Другое её уменьшительно-ласкательное прозвище — Лили (от её настоящего имени). Популярность группы в музыкальной индустрии была посредственной, и коллектив достиг лишь ограниченного успеха. В 2002 году группа распалась, Рейни продолжала участвовать в съёмках сериалов, а также стала телеведущей программы «Guess Guess Guess», оставив свою эстрадную карьеру.

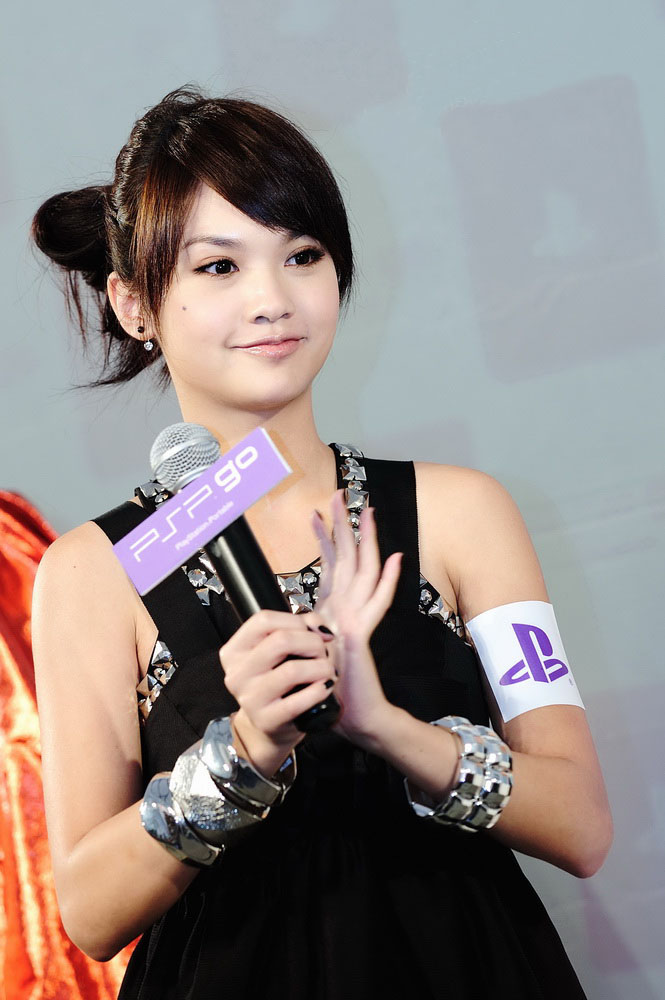
Рейни Ян в 2009 году

После исполнения второстепенных ролей в нескольких тайваньских драмах, в том числе «Meteor Garden», Рейни сыграла главную роль в сериале «Devil Beside You». Сериал был хорошо принят публикой, что поспособствовало подъёму карьеры актрисы на новый уровень. В том же году она выпустила свой дебютный альбом My Intuition, включавший хит «暧昧» (интуиция) и «理想 情人» (Идеальный любовник), которые также звучали и в «Devil Beside You».
В 2006 году Рейни Ян выпустила свой следующий альбом Meeting Love, который разошёлся тиражом в 1,4 млн копий. 8 января 2007 года Ян записала свой последний выпуск шоу «Guess Guess Guess», съёмки в котором она была вынуждена оставить из-за плотного графика. Теперь Рейни планировала сосредоточиться на музыкальной и актёрской карьере. Пытаясь выступить в качестве «серьёзной» актрисы, Рейни снялась в фильме на лесбийскую тематику «Паучьи лилии» вместе с Изабеллой Лян. Однако после этой роли она вновь вернулась к своему предыдущему образу милой юной девушки.
По настоящее время Рейни Ян успешно совмещает съёмки в телевизионных драмах и записи альбомов, параллельно получая престижные награды за обе стороны своего творчества.

### Скандал
В 2003 году Рейни Ян во время телевизионной программы ошибочно сказала, что Вторая японо-китайская война (1937—1945) длилась одиннадцать лет. После того, как её поправили, она удивлённо спросила: «Только восемь лет?». Сообщение о её ошибке породило гневную реакцию в Китае, что привело к бойкоту телекомпании Hunan Satellite Television, транслирующей сериал «Дьявол рядом с тобой», в котором Рейни Ян играла главную роль. В результате бойкота компания была вынуждена снять сериал с эфира.
3 апреля 2007 года актриса написала открытое письмо, в котором принесла извинения своим поклонникам: «Я оставила школу в раннем возрасте и рано начала работать. В будущем я буду больше читать, когда у меня будет время, я верю, в будущем у меня будет более глубокое понимание истории … я прошу прощения у всех … я буду упорно трудиться, чтобы делать свою работу хорошо и в будущем».

## Фильмография

### Сериалы
| Год  | Название                                                                  |
| ---- | ------------------------------------------------------------------------- |
| 2012 | С любовью в унисон / HeartBeat Love                                       |
| 2011 | Солнечный ангел / Sunshine Angel Love you                                 |
| 2009 | Hi My Sweetheart / Привет, моя милашка ToGetHer / Любовь под одной крышей |
| 2008 | Miss No Good / Мисс "Жди беды"                                            |
| 2007 | Why Why Love / Почему Почему Любовь                                       |
| 2005 | Devil Beside You / Дьявол рядом с тобой                                   |
| 2004 | Liao Zhai Zhi Yi A Bao City of Sky The Legend of Speed Love Bird          |
| 2003 | Original Scent of Summer Sweet Candy Godfather in Pink Lavender 2         |
| 2002 | White Lilies Tomorrow                                                     |
| 2001 | Sunshine Jelly Meteor Rain Meteor Garden / Сад падающих звёзд             |

### Фильмы
hearbet love 2012
| Год  | Название                                |
| ---- | --------------------------------------- |
| 2010 | The Child's Eye                         |
| 2007 | Паучьи лилии / Spider Lilies as Xiao Lu |
| 2001 | Merry-Go-Round                          |